# Дадван Юсуф
Дадван Ісмат Юсуф Юсуф (нар. 9 квітня 2000) — іракський інвестор у криптовалюту та бізнесмен, чиї ранні інвестиції в біткойн зробили його наймолодшим мільярдером у Швейцарії, який заробив статки самостійно. Юсуф та його компанії були об'єктом кількох розслідувань щодо фінансових порушень.

## Біографія
Юсуф народився в Захо, Іракський Курдистан, 9 квітня 2000 року. Його батько був частиною Пешмерга і втік до Швейцарії ще до народження Юсуфа. Через три роки його мати залишила країну разом зі своїми трьома синами. Вони прибули до Невшателя, Швейцарія, у 2003 році, де вже оселився їхній батько. У 2004 році родина отримала статус біженців і переїхала до Іпсаха. У Юсуфа є п'ятеро молодших братів і сестер, які народилися в Швейцарії. З ранніх років він виявляв інтерес до фінансів, особливо до біткойна та міжнародних грошових переказів.

## Кар'єра
У 11 років Юсуф продав деякі свої іграшки, щоб отримати кошти для інвестування в біткойн. З цією початковою інвестицією він придбав 10 біткойнів за ціною 15 євро і продовжив торгівлю криптовалютою. У 2012 році він придбав 1000 біткойнів за ставкою 11,126 євро. У 2016 році Юсуф інвестував в Ethereum, купивши 16,000 одиниць за загальну суму 134,000 євро. Юсуф став мультимільйонером завдяки своїм операціям з криптовалютою і вважається наймолодшим швейцарським мільйонером, який заробив статки самостійно.
У 2017 році він розпочав стажування в Eidgenössische Hochschulinstitut für Berufsbildung у Цоллікофені. Він закінчив своє стажування в компанії з нерухомості в Берні. Приблизно в той же час, за словами Юсуфа, він розробив програмне забезпечення для автоматизованої торгівлі криптовалютами, засноване на алгоритмі, який аналізує дані та прогнозує коливання в майбутньому. Алгоритм оцінює дані, що походять з технічного аналізу, соціальних медіа, макроекономіки та публічних заяв про криптовалюти.
На початку 2021 року Юсуф заснував Фонд Dohrnii для нагляду за розробкою свого програмного забезпечення для криптовалют і власних криптовалютних токенів.
У листопаді 2021 року Юсуф був включений до списку Forbes 30 Under 30 для регіону DACH.
Діяльність Юсуфа привернула увагу Швейцарського органу нагляду за фінансовими ринками (FINMA). У травні 2022 року Фонд Dohrnii було розслідувано за участь у різних регульованих видах діяльності, включаючи діяльність як ціннопаперова фірма, без отримання необхідного дозволу від FINMA. Він пішов у відставку з посади генерального директора у лютому 2023 року, а після примусових заходів з боку Швейцарського органу нагляду за фінансовими ринками Фонд Dohrnii був розпущений у червні 2023 року.

## Багатство
Згідно з податковою декларацією, поданою у 2020 році, оподатковувані активи Юсуфа в криптовалютах становили 189 мільйонів швейцарських франків, що вказує на приблизну чисту вартість у 270 мільйонів швейцарських франків. Останні оцінки показують, що його загальний статок може перевищувати 1 мільярд швейцарських франків. Інвестиції Юсуфа, зокрема в Ethereum, призвели до того, що вартість його активів у криптовалютах становила приблизно 1,26 мільярда швейцарських франків за останніми оцінками.

## Особисте життя
20 травня 2024 року Юсуф став першим іракцем і курдом, який досяг вершини гори Еверест.

## Книги
- Yousuf, Dadvan (24 жовтня 2022). Vom Flüchtling zum Bitcoin-Millionär (нім.) (вид. 1. Auflage). München: FinanzBuch Verlag. ISBN 978-3-95972-664-1. OCLC 1341273419.